# Pristomyrmex fossulatus
Pristomyrmex fossulatus är en myrart som först beskrevs av Auguste-Henri Forel 1910.  Pristomyrmex fossulatus ingår i släktet Pristomyrmex och familjen myror. Inga underarter finns listade i Catalogue of Life.